# ゴマノベルス
ゴマノベルスは、1976年にごま書房から刊行された翻訳小説の叢書。
ポケット・ブック版変型、紙カバー、帯付き。全4巻。
カバーデザインはグラフィックデザイナーの上條喬久が担当。

## 一覧
- 『1979年の大破局』（The Crash of '79 (1976)、ポール・アードマン、池央耿訳） 1976.10

『1979年の大破局』（池央耿訳、ごま書房） 1978.5
『オイル クラッシュ』（池央耿訳、新潮文庫） 1979.9　ISBN 4-102-16901-6
- 『もう一つの最終レース』（After the Last Race (1974)、ディーン・クーンツ、菊池光訳） 1976.10

『逃切』（菊池光訳、創元推理文庫） 1988.4　ISBN 4-488-19303-X
『逃切』新装改訂版（菊池光訳、創元推理文庫） 1999.2　ISBN 4-488-19305-6
- 『殺し屋はサルトルが好き』（Straight (1976)、スティーヴ・ニックマイヤー (Steve Knickmeyer)、高見浩訳） 1976.10

『ストレート』（高見浩訳、創元推理文庫） 1987.3　ISBN 4-488-23401-1
- 『キュラソー島から来た女』（Turmbleweed (1975)、J・ヴァン・デ・ウェテリンク、池央耿訳） 1976.12

『オカルト趣味の娼婦』（池央耿訳、創元推理文庫） 1981.5　ISBN 4-488-19002-2